# Sian Thomas
Sian Thomas, née le 20 septembre 1953 à Stratford-upon-Avon est une actrice britannique.

## Biographie
En 2003, Sian Thomas fut nommée à la cérémonie des Olivier Awards. Elle fut aussi choisie pour interpréter Amélia Bones dans Harry Potter et l'Ordre du phénix.

## Filmographie
- 1989 : Erik, le Viking de Terry Jones
- 1994 : Rose Red de Simon Pummell
- 2002 : Crossings de David Thomas
- 2003 : Sredni Vashtar de Angela M. Murray
- 2004 : Vanity fair, la foire aux vanités de Mira Nair
- 2006 : Le Parfum, histoire d'un meurtrier de Tom  Tykwer
- 2007 : Harry Potter et l'Ordre du phénix de David Yates